# 気仙沼市議会
気仙沼市議会（けせんぬましぎかい）は、宮城県気仙沼市の地方議会である。

## 概要
- 定数：24人
- 任期：4年。議会解散が実施されれば任期満了前であっても議員任期は終了する。
- 前回選挙：2022年（令和4年）4月22日投開票[1]

- 選挙区：市全体を1選挙区とする大選挙区制（単記非移譲式）
- 所在地：宮城県気仙沼市八日町1丁目1番1号
- 主な役割：審議、議決、一般質問、代表質問、同意、市政のチェック、請願や陳情の審査、意見書の提出、調査研究、充て職、行政行事出席、行政視察等

### 委員会
- 議会運営委員会

#### 常任委員会
- 総務教育常任委員会
- 民生常任委員会
- 産業建設常任委員会

#### 特別委員会
- 新庁舎建設調査特別委員会
- 東日本大震災調査特別委員会
- 広報広聴委員会
- 気仙沼唐桑最短道整備・国道284号高規格化調査特別委員会
- 人口減少対策調査特別委員会
- 議員定数等調査特別委員会

### 定例会
- 3月、6月、9月、12月

### 事務局
- 議会事務局

## 会派
| 会派名             | 議員数 | 女性議員数 |
| ------------------ | ------ | ---------- |
| 未来の風           | 8      | 1          |
| 創生けせんぬま     | 5      | 0          |
| 会派に属さない議員 | 10     | 0          |
| 計                 | 23     | 1          |

（令和6年6月28日現在）

## 議員報酬等
| 役職   | 議員報酬        | 政務活動費 |
| ------ | --------------- | ---------- |
| 議長   | 月額 46万6000円 | 月額 1万円 |
| 副議長 | 月額 39万1000円 | 月額 1万円 |
| 議員   | 月額 36万4000円 | 月額 1万円 |

- 別途、年2回期末手当あり
- 政務活動費の残金は市に返還する義務がある
- 議員年金は2011年（平成23年）6月1日で廃止されている